# Tuff Darts
Tuff Darts was een Amerikaanse punkrockband.

## Bezetting
- Robert Gordon (zang)
- Jeff Salen[3] (gitaar)
- Bobby Butani (gitaar)
- John DeSalvo[4] (bas)
- Jim Morrison (drums)
- Tommy Frenesí (zang)
- John Morelli (drums)
- Harley Fine (gitaar)
- Kelvin Blacklock[5]

Gordon, Salen, Butani, DeSalvo en Morrison speelden op de compilatie Live at CBGB uit 1976.

## Geschiedenis
Tuff Darts was een van de eerste bands die een audiëntie kregen bij CBGB. Ze bereikten hun grootste successen na het midden van de jaren 1970 met songs als Slash, (Your Love is Like) Nuclear Waste en hun grootste hitsingle All For the Love of Rock and Roll. De band trad op in populaire clubs in New York, zoals Max's Kansas City en CBGB. Na de breuk met Gordon, vond de band een nieuwe leadzanger in Tommy Frenesí. In 1978 publiceerde de band hun gelijknamige debuutalbum Tuff Darts! bij Sire Records, geproduceerd door Bob Clearmountain en Tony Bongiovi, kort voor de ontbinding.
Tuff Darts kwam in 2002 weer samen om een concert te spelen met de publicatie van Tuff Darts! op cd. Ze speelden vervolgens diverse aanvullende shows en namen het album You Can't Keep A Good Band Down (2007) op. Het werd alleen in Japan uitgebracht.
In 2009 publiceerde Spectra Records wereldwijd de twee albums Here Comes Trouble en You Can't Keep a Good Band Down. Tuff Darts!, You Can't Keep a Good Band Down en Here Comes Trouble zijn nu verkrijgbaar als download bij iTunes en andere sites. Sinds 2011 treedt Tuff Darts op met een gewijzigde bezetting in en rond New York.

## Overlijden
Jeff Salen, oprichter en leadgitarist van de band, overleed op 26 januari 2008 op 55-jarige leeftijd aan de gevolgen van een hartinfarct.